# Otira affinis
Otira affinis is een spinnensoort in de taxonomische indeling van de nachtkaardespinnen (Amaurobiidae).
Het dier behoort tot het geslacht Otira. De wetenschappelijke naam van de soort werd voor het eerst geldig gepubliceerd in 1981 door Vernon Victor Hickman.